# Palazzo Ducale (Bivona)
Il Palazzo Ducale è un edificio storico di Bivona, comune italiano della provincia di Agrigento in Sicilia.

## Storia
Edificato intorno alla metà del XVI secolo (per volere di Giovanni Vincenzo de Luna o del nipote Pietro), è sito tra piazza Ducale, via Lorenzo Panepinto e via Telegrafo, nella parte centrale del paese. Nel 1554 prese il nome di "palazzo ducale" in quanto venne abitato da Isabella de Vega e Pietro de Luna, che aveva acquisito il titolo di Duca. La coppia trasferì la propria residenza in Bivona dopo aver trascorso un periodo a Palermo.
Raggiunse la struttura definitiva sotto durante la signoria di Pietro de Luna, che al nucleo primitivo della costruzione incorporò un gran «tenimento» di case cedutegli da Giovanni Francesco Raineri per un censo annuo di 15 onze.

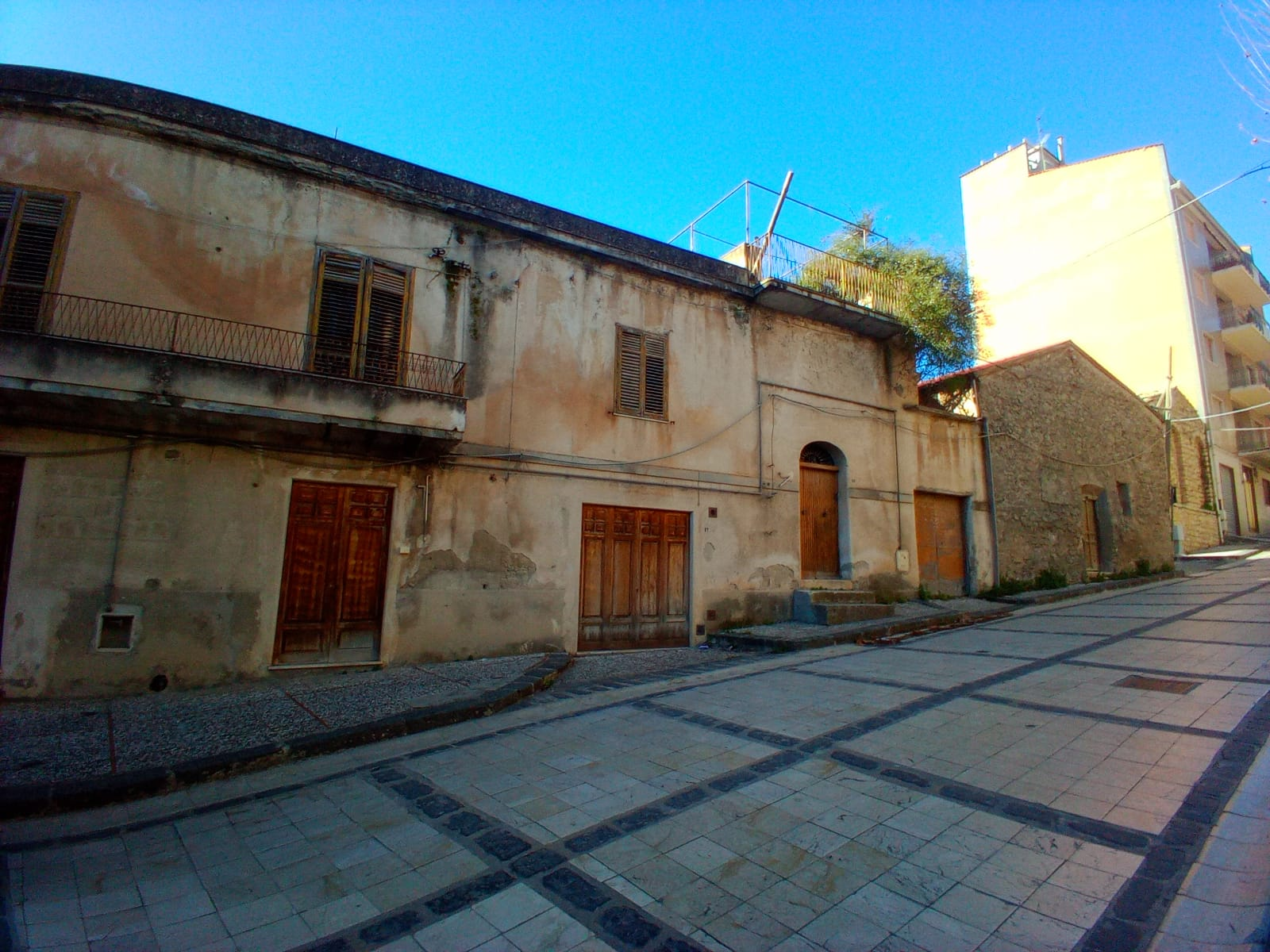
La parte superstite dell'antico Palazzo Ducale di Bivona

Fu sede delle famiglie ducali che succedettero ai de Luna stanziatesi in Bivona, fino a quando, nel XIX secolo, venne utilizzato prima come sede di Sottintendenza, poi come sede di Sottoprefettura al primo piano, mentre il piano terra costituiva le carceri distrettuali e circondariali. Nel 1927 divenne sede del municipio di Bivona, con gli uffici allocati sempre al primo piano, il "piano nobile".
Nella seconda metà del Novecento la parte meridionale del palazzo, prospiciente la piazza Ducale, venne demolita perché ridotta in pessime condizioni, e venne costruito un nuovo edificio a più piani che fungesse da Municipio e da albergo. Del palazzo originario oggi rimane solamente una piccola parte, quella settentrionale, divenuta abitazione privata.